# Шелудьківка
Шелу́дьківка — село в Україні, у Слобожанській міській громаді Чугуївського району Харківської області. Населення становить 2746 осіб.

## Географія
Село Шелудьківка розташоване на правому березі річки Гнилиця ІІІ, яка через 3 км впадає до річки Сіверський Донець (ліва притока), на протилежному березі розташоване село Геніївка, на відстані в 1 км розташована залізнична станція Платформа 7 км, до села примикає невеликий лісовий масив (сосна).

## Історія
Село вперше згадується у 1690 році. 
Серед перших поселенців було багато вихідців з Ліво- і Правобережної України, особливо після Національно-визвольної війни 1648–1657 рр. з Польщею під проводом гетьмана Богдана Хмельницького та періоду Руїни. Серед поселенців були також російські селяни-втікачі, які рятувалися від кріпосної неволі, а також старообрядці, які намагалися уникнути релігійних переслідувань. Часті набіги татарів змушували людей вести напіввійськовий спосіб існування, облаштовувати не просто звичайні села, а козацькі укріплення.
У зв’язку з створенням на початку XVIII ст. Ізюмської захисної лінії та послабленням татарських набігів, слобода була перенесена ближче до орних угідь на територію, яку воно займає й зараз. Це переселення відбувалося в 1720–1730 рр., що призвело до розширення його меж і зростання кількості населення та внесення слободи до Андріївського округу.
1732 року в Шелудьківці проведено перепис населення в якому згадується, що в селі проживали 53 козаки, які здійснювали його охорону; 352 підпомічники, які працювали на полях, і 22 працівника, які працювали за наймом. Ці козаки входили в Геніївську сотню, сотником якої був Василь Іванов син Вербицький.
1767 року у Шелудьківці було 9 винокурних котлів, частина жителів займається ремеслом, млинарством, бондарством, вичинкою шкіри. 
В 1825 році село отримало іншу назву - Ново-Андріївка. Ця назва надавалася селу за найменуванням кавалерійського полку, котрий тут був «на постої». Були побудовані військові казарми, конюшні, склади, а в центрі села стояв плац (на місці сучасного сільського стадіону), де проводилися військові стройові заняття, огляди та паради. Усе життя села регламентувалося суворим військовим режимом. Мешканці не мали права залишати село, будувати хати чи господарські будівлі, навіть одружуватися без дозволу властей.
За даними на 1864 рік у скарбовому селі, центрі Шелудківської волості Зміївського повіту, мешкало 2250 осіб (1228 чоловічої статі та 1022 — жіночої), налічувалося 476 дворових господарств, існувала православна церква.
У 1891 року виходить імператорський указ, де зазначено, що населені пункти Харківської губернії «впредь именовать в официальних бумагах стародавними названиями». Так чужерідна назва зникає назавжди, а село повертає свою історичну назву – Шелудьківка.
У 1905–1907 рр. до революційних заворушень в селі справа не дійшла, що можна пояснити порівняно високим рівнем життя. У цей час в селі була церква, школа, лікарня, волость, 7 магазинів (з них 2 – хлібних); селянам належали 730 волів, 150 корів, 189 коней, 1709 овець, 865 свиней. Столипінська аграрна реформа 1906 р. сприяла зростанню продуктивності сільського господарства.
Станом на 1914 рік кількість мешканців зросла до 4522 осіб.
20 червня 1919 року в Шелудьківку входять білогвардійські частини армії генерала Денікіна. Їхня влада в селі діяла до грудня, до наступу більшовицьких частин, після чого відновилася радянська влада. Після завершення громадянської війни життя в селі змінилося: відкрилася хата-читальня, волосний театральний гурток, а 1921 року – приймальний спокій (стаціонарна лікарня) на 5 місць і лабораторія при ньому, інфекційний барак на 20 місць. 
Село постраждало внаслідок геноциду українського народу, вчиненого урядом СРСР у 1932—1933 роках, кількість встановлених жертв — 114 людей.

## Версії походження назви села
1. В глушині дрімучого бору, недалеко від Дінця, ховаючись від «хижих кримчаків», оселився багатий черкащанин Шелудок (Шелудько). Він спорудив своє житло у лісистій місцевості на березі озера, в трьох верстах від Дінця. З часом до нього почали приєднуватися й інші люди і року 1685 утворився хутір (слобода) Шелудьківка. [2]
2. Сім'ї чугуївських переселенців Шелудька, Скрипая, Гури і Гузія близько 1647 року поселяються на Мохначанському городищі. Вони починають сперечатися між собою за землю, що змушує Шелудька, Скрипая і Гуру перебратися на лівий берег Сіверського Дінця, де вони засновують свої хутори. Так на карті Слобожанщини з'являються нові поселення, які збереглися до цього часу – Шелудьківка і Скрипаї. А на підтвердження цієї версії є досить велике розповсюдження прізвищ засновників в цьому краї. [2]
3. На сторінках книги «Половці» С. А. Плетньова можна прочитати, що одного з найвідоміших половецьких ханів початку XII ст. Боняка, прозвали «Шолудивим». Дійсно, на території краю з кінця XI до середини XIII ст. кочували половці. Вони здійснювали грабіжницькі напади на русичів, захоплювали землі та споруджували свої святилища з кам’яними статуями – «половецькими бабами». Хан Боняк був найбільш небезпечним, «безбожним та шолудивим». Відомо, що шолудивими називали людей, котрі народилися в «сорочці». «Шолудивість» вважалась тоді ознакою обранця долі, наближеності до таємничих та могутніх сил. [2]

## Економіка
- Молочно-товарна ферма;
- Теплиці.

## Об'єкти соціальної сфери
- Ліцей;
- Клуб;
- Дитячий садок;
- 2 стадіони.

## Пам'ятки
Пам'ятник на честь героїв АТО. Встановлено в кінці серпня 2017 року.
Памʼятник на честь Т.Г.Шевченко.

## Релігія
- Свято-Миколаївський храм

## Відомі люди
У селі народилися:
- Кравцов Юхим Єгорович — Герой Радянського Союзу.
- Пеньков Володимир Іванович — генерал-майор, екс-начальник Національної академії Національної гвардії України (2014—2016).
- Філенко Володимир Пилипович — колишній народний депутат України, перший заступник голови Народно-демократичної партії, заступник голови партії «Реформи і порядок».
- Цепков Віктор Георгійович — радянський діяч органів державної безпеки, полковник.